# FC Edmonton
L'FC Edmonton è stata una società calcistica canadese con sede a Edmonton (Alberta). Il club ha militato nella NASL dal 2011 al 2017 e successivamente nella Canadian Premier League dal 2019 al 2022.

## Storia
L'FC Edmonton è stato fondato nel febbraio del 2010 dai fratelli Tom e Dave Fath, il club divenne allo stesso tempo uno dei membri fondatori di una nuova lega americana di secondo livello, chiamata NASL come il massimo campionato fallito nel 1984. Nella NASL originale aveva giocato un altro club della città di Edmonton, i Drillers.
Nella sua prima stagione Edmonton allestì una rosa composta da molti giocatori nativi dell'Alberta e riuscì a conquistare l'accesso ai play-off, venendo però subito eliminato dai Ft. Lauderdale Strikers con un netto 5-0.
Negli anni successivi la squadra andò incontro a diverse annate negative: i play-off vennero mancati per quattro stagioni consecutive, e i cattivi risultati sul campo si riflettevano in una scarsa presenza di tifosi allo stadio. L'intera lega ad ogni modo non andò incontro al successo sperato dagli organizzatori, fra difficoltà economiche e scontri legali con la Federazione calcistica degli Stati Uniti d'America. Così al termine della stagione 2017 i fratelli Fath decisero di sospendere l'attività sportiva della prima squadra, mantenendo solo il settore giovanile. La pausa durò comunque solo per una stagione, vista l'iscrizione nel 2019 alla neonata Canadian Premier League, nuova prima divisione canadese.
Al termine della stagione 2021 i fratelli Fath decisero di abbandonare la proprietà del club: la gestione societaria passò temporaneamente sotto il diretto controllo della lega, prima della cessazione definitiva delle attività al termine della stagione 2022.

## Colori e simboli

Logo usato dal 2010 al 2017

I colori del club sono il nero, il blu, l'azzurro e il bianco.
L'ultimo stemma del club, adottato col passaggio alla CPL, era uno scudo della stessa forma di quello della città di Edmonton. La parte superiore azzurra rappresentava il cielo delle praterie dell'Alberta, mentre il blu sottostante simboleggiava l'acqua del North Saskatchewan, il ramo dell'omonimo fiume che si genera in Alberta. Il monogramma al centro dello stemma, oltre ad essere la sigla di FC Edmonton, richiamava le parole Family, Courage ed Energy (famiglia, coraggio, energia).
Negli anni della NASL il club utilizzava un logo differente: uno scudo sormontato da una foglia d'acero, diviso in quattro quarti alternativamente nero e azzurri. All'interno dello scudo erano presenti le lettere FC e un pallone da calcio, sopra la parte inferiore dello scudo si trovava una fascia azzurra con la scritta "Edmonton".
Uno dei simboli della società era il così detto "Rally Rabbit", le cui impronte sono visibili anche nello stemma societario. Durante il derby casalingo contro l'Impact de Montréal del 26 giugno 2011, Edmonton stava difendendo con grossa sofferenza un vantaggio per 1-0, quando nel corso del secondo tempo un coniglio invase il campo e si piazzò davanti alla porta della squadra di Montréal. I giocatori ospiti tentarono a lungo di scacciare l'animale, il quale si guadagnò le simpatie del pubblico locale che lo elevarono a portafortuna.

### Storico maglie
- Wikimedia Commons contiene immagini o altri file sulle maglie dell'FC Edmonton

## Stadio
L'FC Edmonton dal 2012 ha giocato le proprie partite casalinghe al Clarke Stadium, un impianto costruito nel 1938. Con l'ingresso in Canadian Premier League la riconfigurazione delle tribune dello stadio porterà la capienza a 5.100 posti. Nella stagione 2011 il campo casalingo era invece il Foote Field, situato nel campus dell'università di Edmonton.
In alcune occasioni, quando era necessario ospitare un numero maggiore di tifosi, la squadra ha giocato nell'adiacente Commonwealth Stadium.

## Società

### Sponsor
- 2011 Umbro
- 2012-2016 Adidas
- 2017 Inaria
- 2019-2022 Macron

## Allenatori
Sono quattro gli allenatori ad aver occupato la panchina dell'FC Edmonton dal 2011.
- 2011-2012  Harry Sinkgraven
- 2013-2017  Colin Miller
- 2019-2020  Jeff Paulus
- 2021-2022  Alan Koch

## Statistiche e record

### Partecipazioni ai campionati nazionali
| Livello | Categoria               | Partecipazioni | Debutto | Ultima stagione | Totale |
| ------- | ----------------------- | -------------- | ------- | --------------- | ------ |
| 1º      | Canadian Premier League | 4              | 2019    | 2022            | 4      |
| 2º      | NASL                    | 7              | 2011    | 2017            | 7      |

### Partecipazioni alle coppe nazionali
| Competizione          | Partecipazioni | Debutto | Ultima stagione |
| --------------------- | -------------- | ------- | --------------- |
| Canadian Championship | 10             | 2011    | 2022            |

## Tifoseria
Durante gli anni della NASL esisteva un gruppo di tifoseria organizzata chiamato semplicemente Edmonton Supporters Group (ESG), il quale si sciolse comunque contestualmente alla sospensione delle attività del club alla fine della stagione 2017. Alcuni dei vecchi membri dell'ESG diedero successivamente vita agli YEG for CPL, con lo scopo di spingere i proprietari del club a unirsi alla Canadian Premier League. Quando l'iscrizione alla nuova massima serie canadese venne ufficializzata, lo YEG lasciò il posto a un nuovo gruppo di tifo organizzato chiamato River Valley Vanguard, a testimonianza dell'attaccamento dei cittadini di Edmonton per il fiume che attraversa la città, il North Saskatchewan.
Con l'inizio della CPL ha preso il via una rivalità con i tifosi dell'altra squadra dell'Alberta, i Cavalry di Calgary. Le due squadre si scontravano nel derby dell'Al Classico, nome che riecheggia il più celebre El Clásico disputato tra Barcellona e Real Madrid.
Precedentemente, durante le stagioni in NASL, esisteva un rapporto di amicizia con la tifoseria del Minnesota Utd, nato per dei reciproci atti di beneficenza dopo alcune calamità naturali che avevano colpito le due città.

### Media spettatori
Nella seguente tabella la media degli spettatori presenti allo stadio per le partite di stagione regolare.
| Stagione | Partite disputate | Totale spettatori | Media spettatori |
| -------- | ----------------- | ----------------- | ---------------- |
| 2011     | 14                | 25.434            | 1.817            |
| 2012     | 14                | 20.888            | 1.492            |
| 2013     | 13                | 31.677            | 2.437            |
| 2014     | 13                | 44.004            | 3.385            |
| 2015     | 15                | 43.329            | 2.889            |
| 2016     | 16                | 32.959            | 2.060            |
| 2017     | 16                | 54.525            | 3.408            |
| 2019     | 14                | 40.663            | 2.905            |
| 2020     | -                 | -                 | -                |
| 2021     | 9                 | 8.647             | 961              |
| 2022     | 14                | 14.994            | 1.071            |